# 970 (číslo)
Devět set sedmdesát je přirozené číslo. Římskými číslicemi se zapisuje CMLXX a řeckými číslicemi ϡο´. Následuje po čísle devět set šedesát devět a předchází číslu devět set sedmdesát jedna.

## Matematika
970 je:
- Sedmiúhelníkové číslo
- Deficientní číslo
- Složené číslo
- Nešťastné číslo

## Astronomie
- (970) Primula je planetka hlavního pásu, kterou objevil v roce 1921 Karl Wilhelm Reinmuth
- NGC 970 je galaxie v souhvězdí Trojúhelníku

## Ostatní
- +970 je mezinárodní telefonní předvolba Palestiny

## Roky
- 970
- 970 př. n. l.